# Де Мос, Ад
Адриан Йохан (Ад) де Мос (нидерл. Adriaan Johan "Ad" de Mos, 27 марта 1947, Гаага) — нидерландский футбольный тренер.

## Карьера
В качестве футболиста выступал в командах из низших лиг. В высшем дивизионе он провел лишь один сезон за «Эксельсиор». Став тренером, де Мос продолжал трудиться с любительскими коллективами. В 1981 году Лео Бенхаккер пригласил молодого специалиста в свой штаб в «Аякса». Вскоре де Мос самостоятельно возглавил амстердамцев. За три году у их руля он дважды побеждал в национальном чемпионате. Затем специалист успешно трудился в Бельгии. В 1988 году вместе с «Мехеленом» он брал Кубок обладателей кубков и Суперкубок УЕФА, в борьбе за которого команда де Моса по сумме двух матчей обыграла его соотечественников — ПСВ Гуса Хиддинка (3:0, 0:1). Успешно тренер работал и с «Андерлехтом», с которым в 1990 году он доходил до финала Кубка обладателей кубков. Затем он менее успешно трудился в Нидерландах, Германии, Испании Японии, Греции и на Ближнем Востоке. Возглавляя нидерландский «Витесс» практиковал схему с шестью защитниками, которая приносила команде успех. Однако в апреле 2008 года из-за напряженных отношений с футболистами и техническим директором клуба он был отправлен в отставку.
В 2004—2005 годах нидерландец руководил сборной ОАЭ, которую он не смог вывести на чемпионат мира в Германии. Также наставник некоторое время занимал пост главного тренера сборной Вануату.

## Достижения

### Международные
- Обладатель Кубок обладателей кубков: 1987/88.
- Финалист Кубок обладателей кубков: 1989/90.
- Обладатель Суперкубка УЕФА: 1988.

### Национальные
- Чемпион Нидерландов (3): 1981/82, 1982/83, 1984/85.
- Обладатель Кубка Нидерландов: 1982/83.
- Чемпионат Бельгии (2): 1988/89, 1990/91.
- Обладатель Кубка Бельгии: 1986/87.
- Обладатель Кубка наследного принца Саудовской Аравии: 2002/03.

## Семья
Дочь Ада де Моса Тесса (род. 1982) является лицензированным футбольным агентом ФИФА. Она сотрудничает со многими нидерландскими игроками.